# Pionus maximiliani
Pionus maximiliani là một loài chim trong họ Psittacidae.